# Foskarnet
Foskarnet – organiczny związek chemiczny, pochodna kwasu fosfonowego, lek przeciwwirusowy.

## Mechanizm działania
Hamuje polimerazę DNA poprzez blokowanie miejsc wiązania pirofosforanu. Jest także inhibitorem enzymu odwrotnej transkryptazy wielu retrowirusów.

## Przeciwwskazania
- nadwrażliwość na substancję
- niewydolność nerek

## Działania niepożądane
- zaburzenia czynności nerek
- hipokalcemia, hipomagnezemia, hipokalemia
- zaburzenia żołądkowo-jelitowe (nudności, wymioty, biegunka, zaparcia)
- stosowany miejscowo (świąd, zaczerwienienie, odczyny zapalne)

## Preparaty
Preparaty proste: Foscavir (Astrazeneca), Triapten (Leipziger Arzneimittelwerk)